# Immunoematologia
L'immunoematologia è un ramo della medicina trasfusionale che studia le reazioni antigene-anticorpo e fenomeni analoghi, in relazione alla patogenesi e alle manifestazioni cliniche di malattie del sangue correlate a fenomeni immunologici.
Una persona impiegata in questo campo viene definita immunoematologa. 
Gli ambiti includono la tipizzazione del sangue, il cross-match e l'identificazione di anticorpi. Altri ambiti di ricerca riguardano la ricerca sulle cellule staminali e la medicina rigenerativa.
L"immunoematologia e medicina trasfusionale" è una specializzazione medica post laurea in molti paesi. Lo specialista in immunoematologia fornisce pareri specialistici su trasfusioni difficili, trasfusioni massive, test di incompatibilità, plasmaferesi terapeutica, terapia cellulare, terapia con sangue irradiato, emocomponenti leucodeplete o lavate, procedure con cellule staminali ematopoietiche, terapie con plasma ricco di piastrine, HLA e banca del sangue cordonale. 
L'immunoematologia si è sviluppata notevolmente negli ultimi decenni, soprattutto grazie alle migliori tecniche di analisi degli anticorpi; sono state ampliate le conoscenze relative all'isoimmunizzazione post-trasfusionale e alla incompatibilità materno-fetale da fattore Rh e quelle riguardanti autoanticorpi.